# Gazzetta del Sud
 (septembre 2012).
Si vous disposez d'ouvrages ou d'articles de référence ou si vous connaissez des sites web de qualité traitant du thème abordé ici, merci de compléter l'article en donnant les références utiles à sa vérifiabilité et en les liant à la section « Notes et références ».
Gazzetta del Sud (Gazette du Sud) est un quotidien italien, fondé en 1952 à Messine, en Sicile. C'est l'un des plus importants journaux publiés dans le sud de l'Italie ; il a le plus grand lectorat en Calabre et est le troisième journal le plus lu en Sicile, après le Giornale di Sicilia et La Sicilia.

## Description
Actuellement il publie 5 différentes éditions locales:
- Messine
- Reggio de Calabre
- Cosenza
- Catanzaro-Crotone-Lamezia Terme-Vibo Valentia
- Catane-Raguse-Siracusa

## Histoire
En 1952, il a été fondé par l'homme d'affaires piémontais Uberto Bonino, membre du Parti libéral italien.
Depuis 2006, il est passé au format tabloïd.
En 2017, Gazzetta del Sud a gagné le contrôle du concurrent Giornale di Sicilia.